# Smíchov

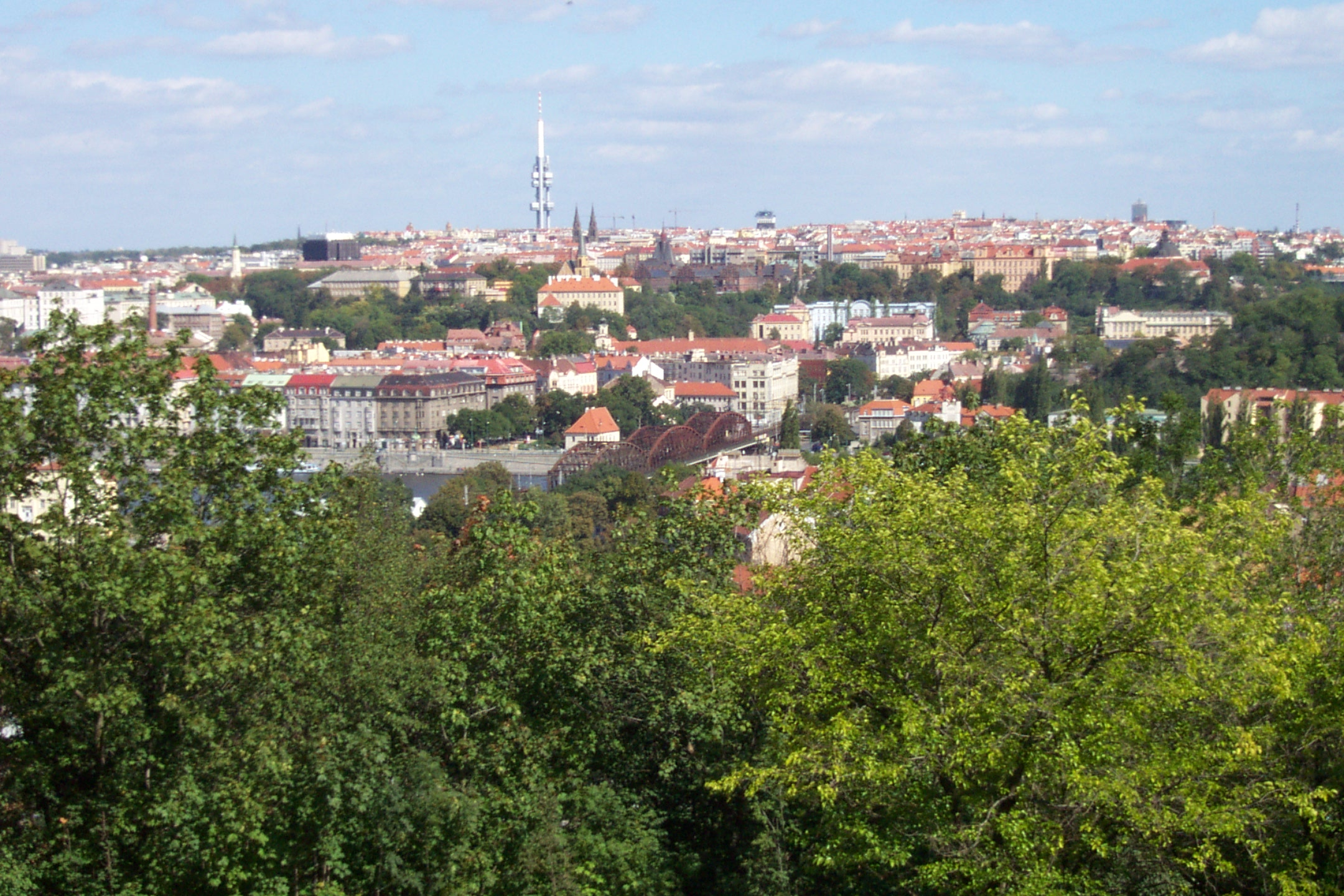
Zicht op Smíchov

Smíchov is een wijk in de Tsjechische hoofdstad Praag. Tot het jaar 1922 was het een zelfstandige gemeente en van 1903 tot 1922 had het zelfs stadsrechten. Sinds 1922 is Smíchov onderdeel van de gemeente Praag. Tegenwoordig is de wijk onderdeel van het gemeentelijk district Praag 5 en heeft het 36.165 inwoners (2006). 
Tussen 1945 en 1989 was Smíchov bekend van een monument ter nagedachtenis aan de bemanning van Sovjettanks in de Tweede Wereldoorlog. Kort na de Fluwelen Revolutie werd het monument verwijderd en vervangen door een groot glazen gebouw, ontworpen door de Franse architect Jean Nouvel. Dit gebouw is nu het symbool van de wijk. 
De brouwerij van Staropramen, de op een na grootste bierbrouwerij van Tsjechië, is gevestigd in Smíchov. Een bekende kerk in de wijk is de Sint-Wenceslauskerk aan het 14 Oktoberplein. 